# Viva La Dirt League
Viva La Dirt League ou VLDL est un groupe néo-zélandais de YouTubers professionnels de sketches humoristiques. Les membres fondateurs sont Rowan Bettjeman, Alan Morrison et Adam King, mais leurs productions ont inclus d'autres acteurs réguliers tels que Britt Scott Clark, Ben Van Lier et Ellie Harwood.
En janvier 2024, leur chaîne YouTube compte 6.11 millions d’abonnés, et plus de 3 milliards de vues.

## Historique

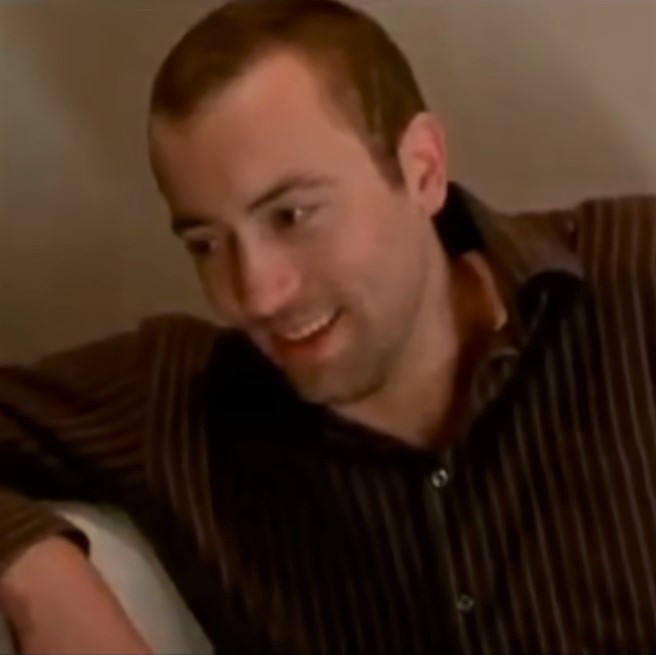
Bettjeman en 2011

Avant de former VLDL, le court métrage de Bettjeman et Morrison, Beached, a été sélectionné pour être présenté au Festival international du film de Nouvelle-Zélande en 2010. Bettjeman et Morrison présentent une émission hebdomadaire de clips en ligne pour les médias d'information « Media Ocre Awards » pour WatchMe.co.nz.
Les sketchs du groupe ont été nommés aux Streamy Awards,,. Les fans du groupe incluent l'acteur anglais Andrew Koji. Le groupe est représenté par la Creative Artists Agency.

## Séries
Le groupe réalise plusieurs séries de sketchs. 

### Epic NPC Man

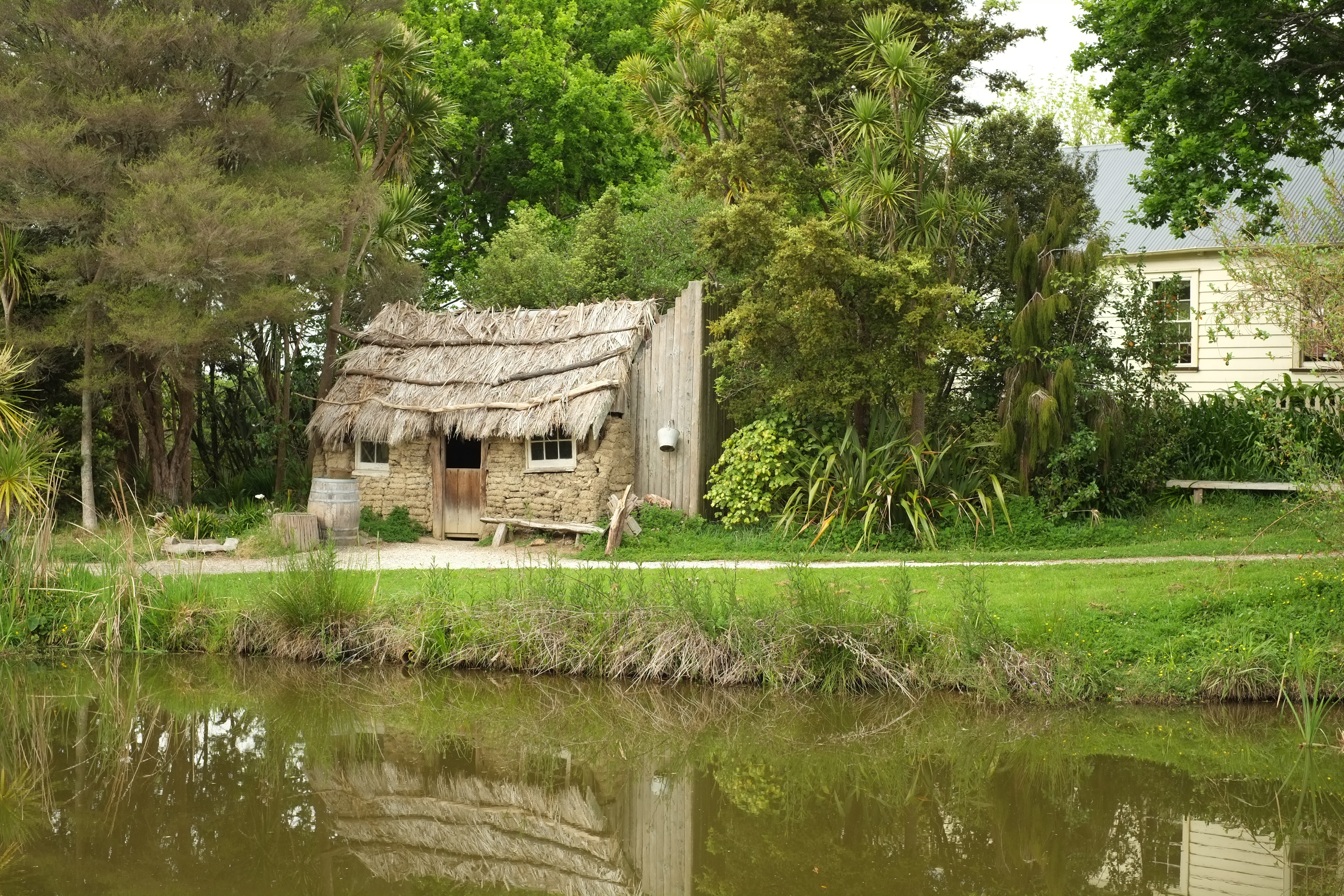
Howick Historical Village sert de décor à nombreux sketches de Viva La Dirt League, dans leur série Epic NPC Man.

Epic NPC Man (en anglais : PNJ épique) est la série qui a fait connaître VLDL. Elle a démarré en 2016.
Elle se déroule dans un univers de MMORPG nommé Azerim, très proche de World of Warcraft, où se déroulent les aventures des joueurs et des personnages non-joueurs (PNJ),,. D'abord centrée sur le PNJ sentient Greg, le cultivateur et vendeur d'ail, elle se diversifie pour aborder de nombreux aspects des MMORPG. Le but de la série était d'abord de tourner en dérision tous les aspects irréaliste/incohérents de ce type de jeu, avant d'aborder d'autres gimmicks d'expériences de joueurs, ou de logiques de jeu, etc. De nombreuses scènes ont été tournées au Howick Historical Village (en).
Plusieurs personnages réguliers apparaissent dans cette série :
- Greg, agriculteur spécialisé dans l'ail vivant dans le village de Honeywood, personnage principal au début de la série. Il a pour fonction principale de donner des quêtes aux aventuriers et de leur vendre/acheter des items. Il est interprété par Alan Morrison.
- Baelin, un pêcheur qui ne peut prononcer qu'une seule phrase : « Morning ! Nice day for fishing ain't it ? » (en français : « Bonjour ! Belle journée pour aller pêcher, n'est-ce pas ? »). Il est interprété par Rowan Bettjeman.
- Baradun, haut-sorcier (high sorcerer) prétentieux d'Azerim qui accompagne souvent les aventuriers dans leurs quêtes, et méprise le village de Honeywood et Greg pour leur simplicité et leur "insignifiance". Il est interprété par Adam King.
- Bodger, un forgeron de Honeywood souvent en conflit avec Greg, dont il est le voisin. Il répare du matériel d'aventurier ou bien leur donne des quêtes. Il est interprété par Rowan Bettjeman.

#### Baelin's Route - An Epic NPC Man Adventure(La route de Baelin : une aventure de Epic NPC Man)
En 2020, le groupe propose à ses fans de financer un court-métrage dans l'univers de Epic NPC Man via kickstarter. La campagne leur permet de récolter 660 000 NZ$ (environ 390 000 €). Baelin's Route: An Epic NPC Man Adventure a été publiée sur YouTube le 9 mai 2021. Le film, écrit par Morrison et réalisé par Morrison et King, met en vedette Bettjeman dans le rôle de Baelin, un personnage non joueur dont le chemin habituel de sa maison à son lieu de pêche est brutalement interrompu par un joueur humain (joué par Ben Van Lier) et une demoiselle en détresse (jouée par Phoenix Cross) faisant de lui un héros malgré lui,. Ce court-métrage a reçu plus de 900 000 vues dans les 24 heures suivant sa sortie,.

### PUBG Logic
PUBG Logic se déroule dans un jeu de bataille royale multijoueur en ligne, à savoir PlayerUnknown's Battlegrounds. Les personnages sont les avatars des joueurs et les scenarii se concentrent sur les bugs, les limitations de gameplay et les exploitations de bugs du jeu,,. L'utilisation de l'imagerie PUBG a été approuvée par les créateurs du jeu, et en raison de la popularité du jeu et des sketchs du groupe, ils ont pu assister à des conventions de jeu (Armageddon) et à des tournois (League of Legends Pro League) pour promouvoir ces personnages. Un supercut de la première saison a atteint plus de 17 millions de vues sur YouTube,.
Le succès de cette série a amené VLDL à lancer d'autres séries sur la même idée, jouant sur les défauts et limites de différents jeux vidéos (Dead by Daylight logic, Witcher logic, Souls logic, Tarkov logic, Red Dead logic) ou plus généralement de principes de jeu (FPS logic, D&D logic)

### Bored
Bored est une série de sketchs prenant place à l'époque contemporaine dans un magasin de matériel informatique,,. L'histoire met en scène un groupe d'employés d'une même entreprise : Alan, Adam et Ellie avec à leur tête Rowan, un manager tyrannique et incompétent.
Durant les premières années de la série, les personnages font partie de l'entreprise Playtech, une entreprise existant réellement en Nouvelle-Zélande et qui leur prête les locaux en dehors des horaires d'ouverture. À la suite d'une campagne de financement participatif en 2022, VLDL créé ses propres studios et à cette occasion, la série se transporte dans une entreprise imaginaire, Techtown.

### Mental Health(Santé mentale)
En 2022, la chaîne lance une série intitulée Bad Therapist (en français : Mauvais thérapeute) dans laquelle on suit plusieurs personnes se rendant à des rendez-vous avec un psychothérapeute incompétent. En 2023, elle lance une série intitulée Mental health (en français : santé mentale) qui aborde sur un ton humoristique plusieurs problèmes de santé mentale (anxiété sociale, dépression, introversion).

## Acteurs et actrices récurrents
- Rowan Bettjeman
- Byron Coll
- Ellie Harwood, lauréate du New Zealand Radio Awards (en)[4]
- Adam King
- Alan Morrison
- Hamish Parkinson
- Britt Scott Clark
- Ben Van Lier